# Ediciones Cátedra
Ediciones Cátedra es una editorial española, fundada en Madrid en 1973. Edita fundamentalmente clásicos literarios en español y obras de humanidades. En 1997, ganó el Premio Nacional a la Mejor Labor Editorial Cultural, otorgado por el Ministerio de Educación y Cultura. Pertenece al Grupo Anaya, perteneciente a su vez al Grupo Lagardère.

## Historia
Fundada en 1973 en Madrid, la editorial nació vinculada al marchamo Letras Hispánicas, una colección de bolsillo con tapas negras y papel excelente dedicada a los clásicos de la literatura en español. Con ediciones esmeradas al cuidado de profesores y filólogos, publicaba toda suerte de géneros literarios. Su primer responsable fue Gustavo Domínguez, que junto a profesores como Francisco Rico y Domingo Ynduráin, que formaban su Consejo Editor, supo granjearse un prestigio unánime. No menos relevante y reputada llegaría a ser la colección Letras Universales, también de bolsillo y en tapas blancas, que reunió a figuras clásicas y modernas de la literatura universal.
En 1997 Ediciones Cátedra cae en la órbita del Grupo Anaya y en 1999 es el Grupo Vivendi el que adquiere el sello editorial.Entre 2001 y 2008 fue dirigida por Emilio Pascual, procedente de Grupo Anaya, a quien sustituyó entre ese mismo año y 2024 Josune García. En la actualidad se encuentra bajo la dirección de Elena Martínez Bavière.

## Premios
Medallas del Círculo de Escritores Cinematográficos
| Año  | Categoría                    | Labor premiada               | Resultado |
| ---- | ---------------------------- | ---------------------------- | --------- |
| 2008 | Medalla a la labor literaria | Colecciones cinematográficas | Ganadora  |